# Aysha albovittata
Aysha albovittata är en spindelart som beskrevs av Cândido Firmino de Mello-Leitão 1944. 
Aysha albovittata ingår i släktet Aysha och familjen spökspindlar. Inga underarter finns listade.